# Monitor odsłuchowy

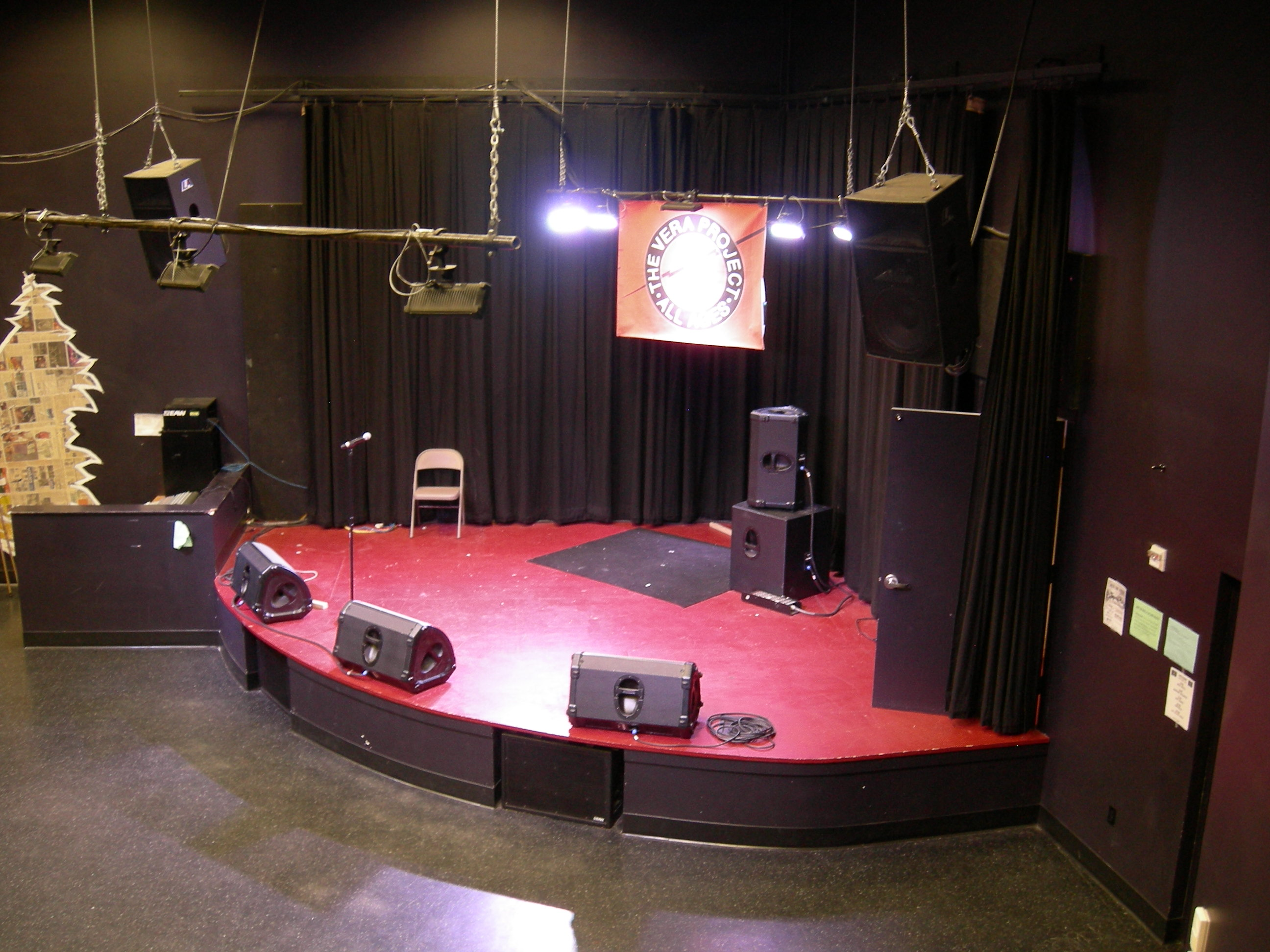
Przykład rozstawienia monitorów odsłuchowych na małej scenie. Na skraju zostały umieszczone trzy monitory przeznaczone dla wokalistów. W głębi znajduje się monitor wraz z subwooferem przeznaczony dla perkusisty. Po lewej stronie (z perspektywy muzyków) znajduje się odsłuch typu sidefill mający zapewnić pomocniczy odsłuch na całej scenie.

Monitor odsłuchowy, monitor sceniczny (potoczna nazwa odsłuch) – rodzaj kolumn głośnikowych stosowanych na scenie podczas koncertów. Monitory są ustawiane w kierunku muzyków umożliwiając im lepszą kontrolę występu poprzez słyszenie nie tylko własnego wokalu bądź instrumentu, lecz także pozostałych członków zespołu, by móc zgrać się z nimi harmonicznie i rytmicznie.
Od monitorów scenicznych wymaga się, by miały nienarzucający się wygląd i niski profil, oraz by w jak najmniejszym stopniu zasłaniały muzyków na scenie. W realizacjach telewizyjnych spotyka się monitory w przezroczystych obudowach wykonanych z plexiglassu.
Rodzaje monitorów scenicznych:
- podłogowy (typu wedge) – stosowany najczęściej jako monitor indywidualny dla muzyka;
- sidefill – monitor ustawiany po obu stronach sceny, mający za zadanie pokrycie dźwiękiem większego jej wycinka;
- drumfill – monitor przeznaczony dla perkusisty, charakteryzujący się m.in. sprawnym przenoszeniem niskich częstotliwości.

Problemy pojawiające się przy pracy z monitorami:
- sprzężenia akustyczne – monitory pracują w bezpośredniej bliskości mikrofonów, więc są szczególnie podatne na sprzężenia;
- przesłuchy na froncie – głośno grająca scena, na którą składają się również monitory, jest słyszalna także po stronie publiczności utrudniając (lub w skrajnych przypadkach uniemożliwiając) realizatorowi frontowemu stworzenie klarownego miksu,
- niezgodność fazowa z sygnałem docierającym z systemu frontowego.

Powyższych niedogodności pozbawione są systemy odsłuchu indywidualnego (IEM – ang. In Ear Monitor), czyli systemy bezprzewodowe współpracujące ze słuchawkami.
Dźwięk przeznaczony dla monitorów może być miksowany na głównej konsolecie miksującej lub, w przypadku dużych koncertów, na oddzielnej konsoli przeznaczonej tylko do tworzenia miksu dla systemu odsłuchowego. Rozdziału sygnałów pomiędzy obie konsolety dokonuje się za pomocą splitterów. Istnieją również systemy umożliwiające muzykom samodzielne tworzenie miksów monitorowych – jako jedna z pierwszych zaoferowała je firma Aviom. Tego typu rozwiązania spotyka się np. w orkiestronach teatrów muzycznych na londyńskim West Endzie.